# هفاوات
الهفاوات (الاسم العلمي: Osmerinae) هي أسرة من الأسماك تتبع الفصيلة الهفيات من رتبة هفيات الشكل.

## تصنيف الهفاوات
- الهفاوية
  - الهف